# Solter virgilii
Solter virgilii is een insect uit de familie van de mierenleeuwen (Myrmeleontidae), die tot de orde netvleugeligen (Neuroptera) behoort. 
Solter virgilii is voor het eerst wetenschappelijk beschreven door Navás in 1931.